# Licuala peltata
Licuala peltata là loài thực vật có hoa thuộc họ Arecaceae. Loài này được Roxb. ex Buch.-Ham. mô tả khoa học đầu tiên năm 1826.

## Hình ảnh

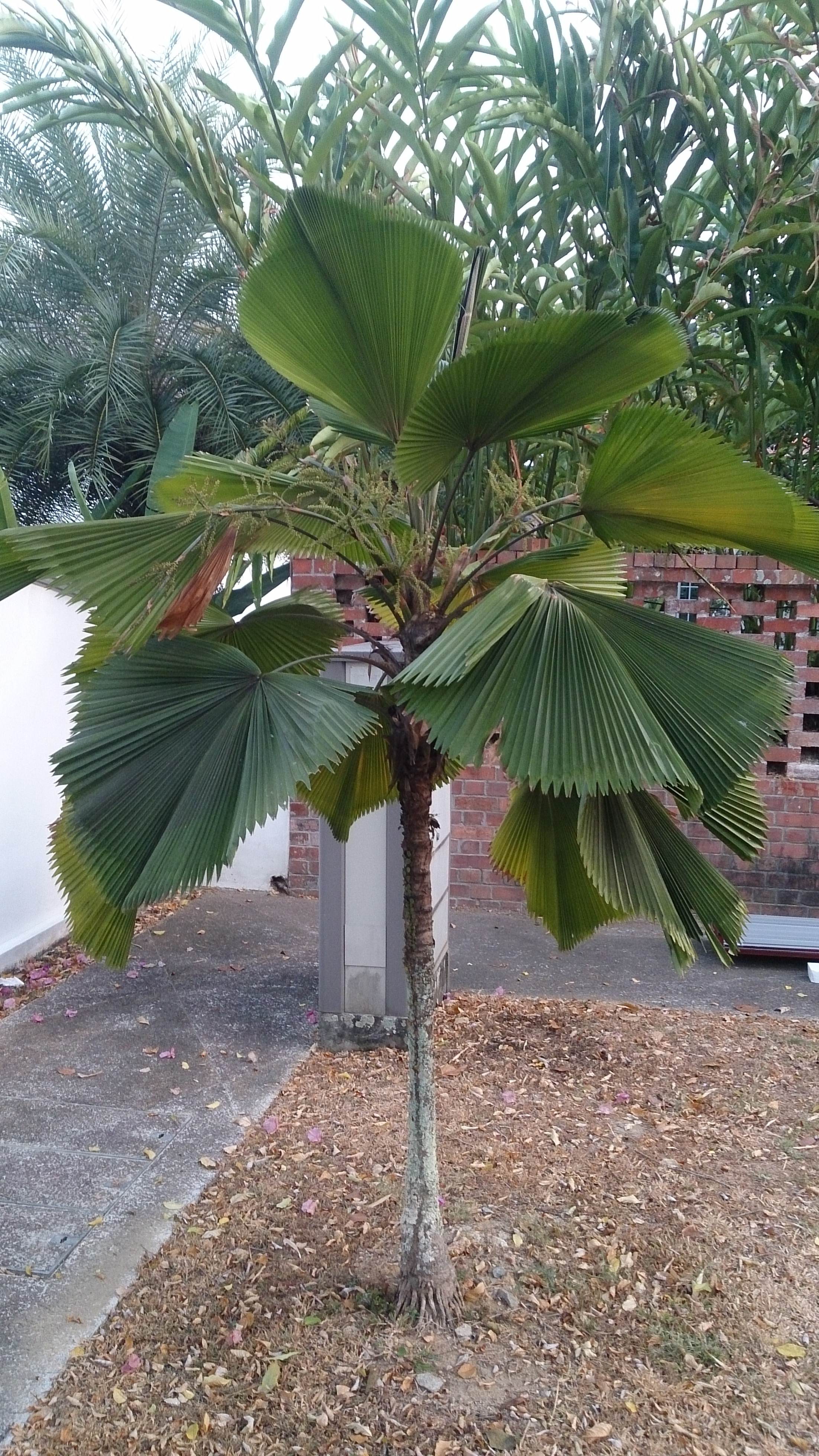
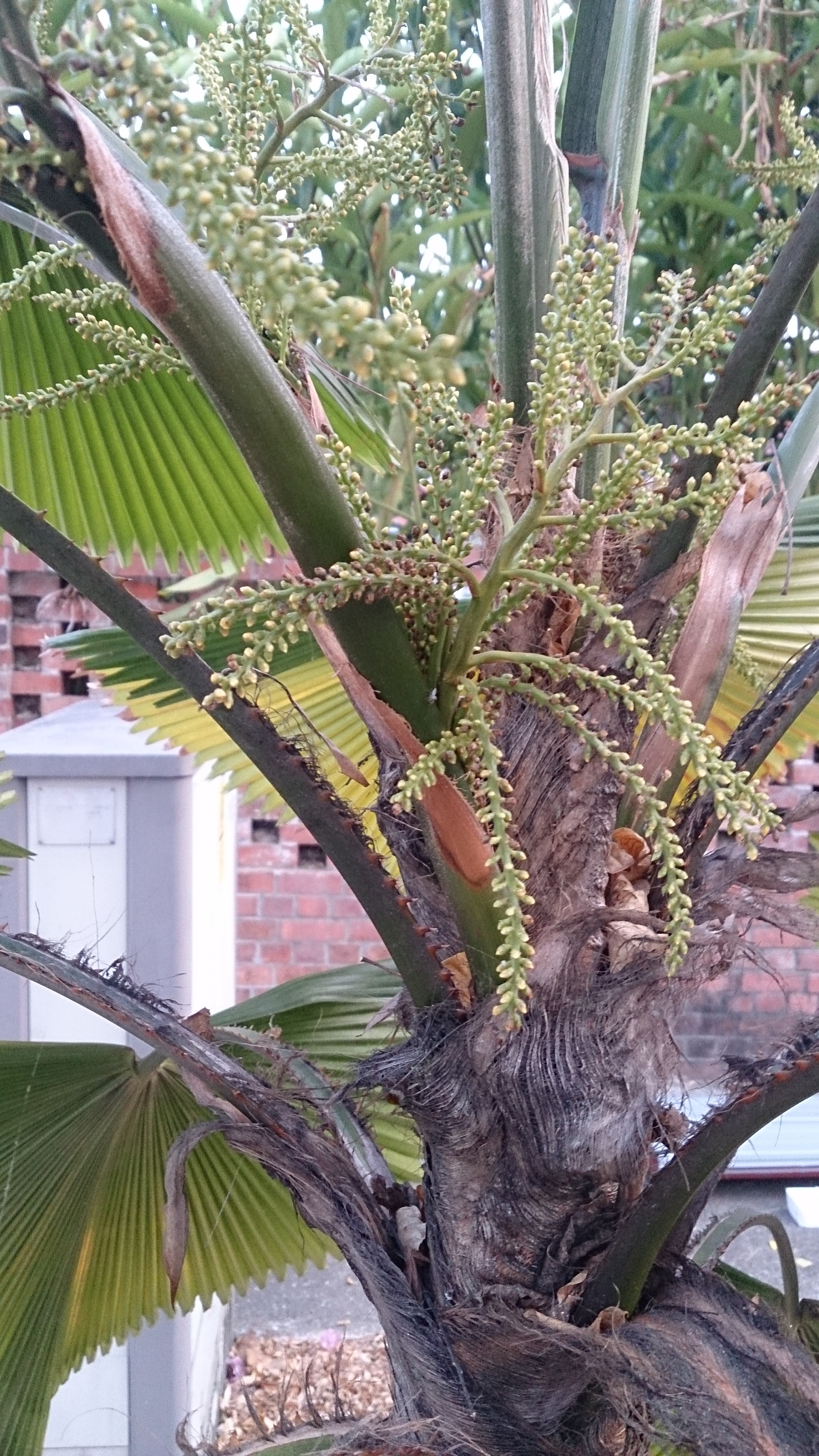
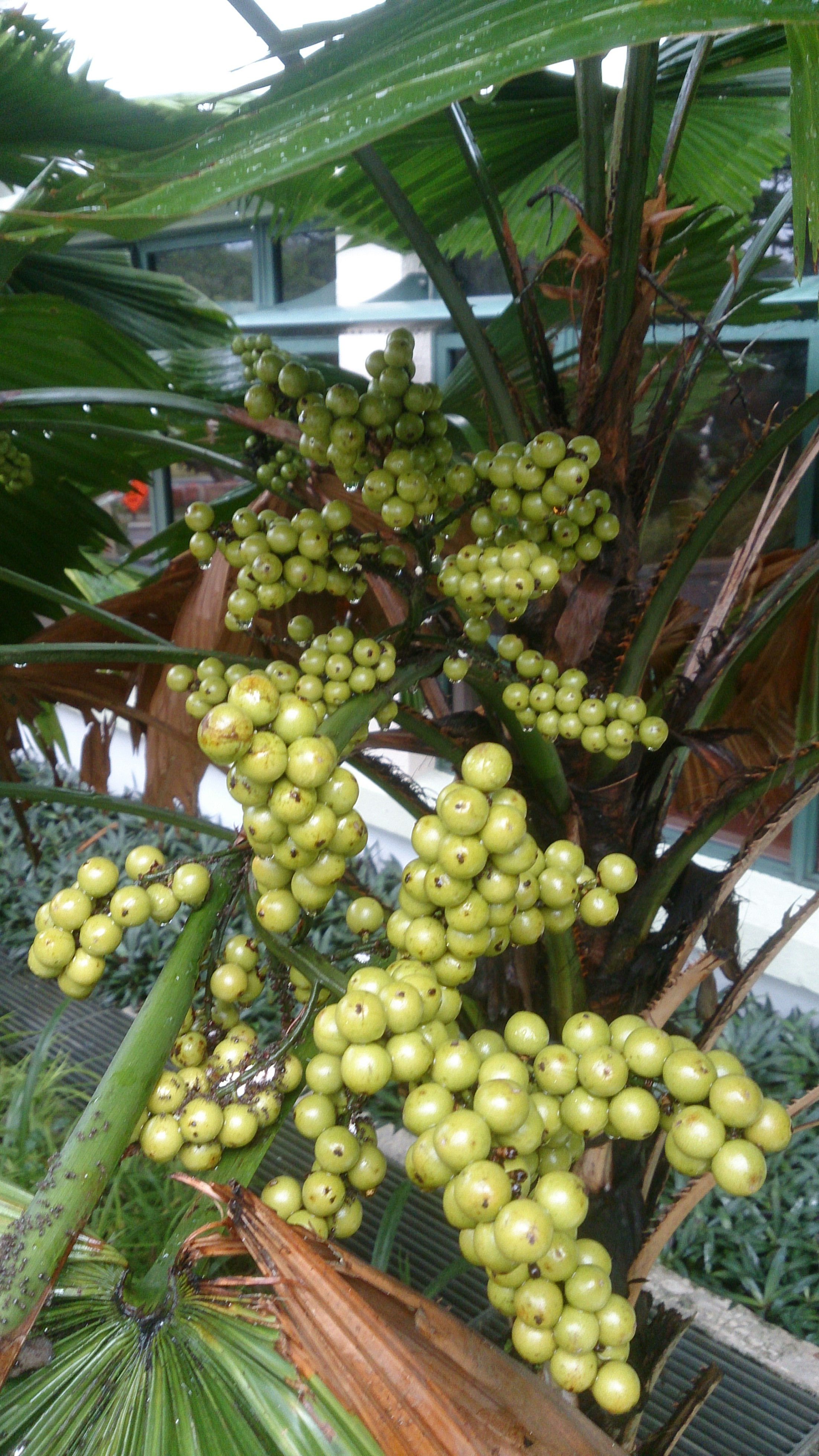
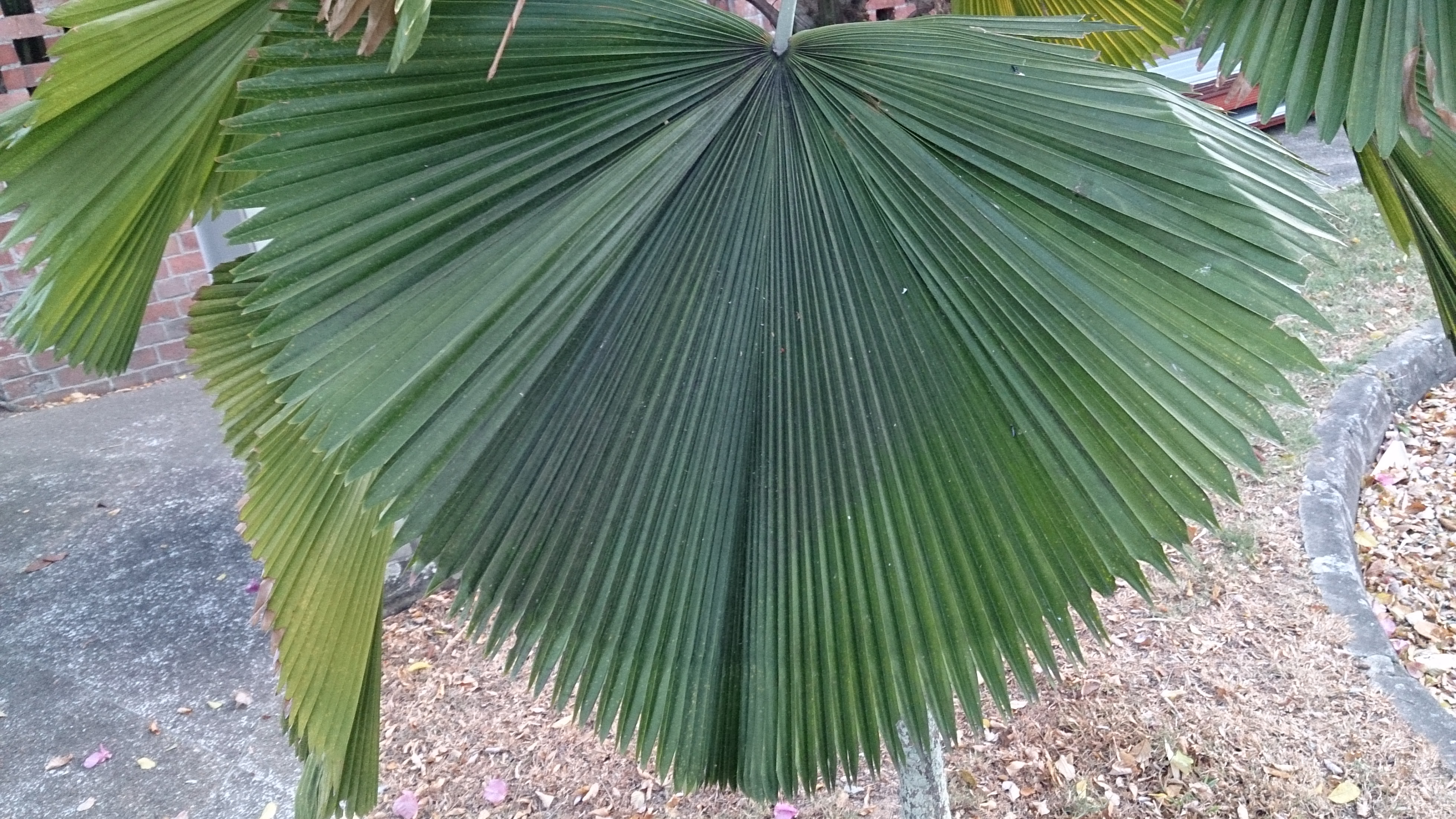